# ویتورینو هیلتون
ویتورینو هیلتون (به پرتغالی: Vitorino Hilton da Silva) مدافع اهل برزیل است که در شهر برازیلیا و در تاریخ ۱۳ سپتامبر ۱۹۷۷ به دنیا آمده‌است.
ویتورینو هیلتون در تیم‌های فوتبال Chapecoense ,Paraná Clube، سروت ۱۸۹۰، Bastia، لن و المپیک مارسی سابقهٔ حضور دارد.